# Festival international du film documentaire sur la ruralité de Ville-sur-Yron
 (juin 2017).
Le Festival international du film documentaire sur la ruralité, également appelé Festival Caméras des champs est un festival international qui se tient chaque année depuis 1999 à Ville-sur-Yron en Meurthe-et-Moselle vers la fin mai.
Toutes les séances sont libres et gratuites.
Le festival propose également des projections scolaires, des soirées débats et une restauration sur place.
À chaque édition, un jury formé de personnes liées à l'agriculture ou à l'audiovisuel décerne trois Prix.
Un autre Prix est décerné par un jury composé de lycéens de la région Lorraine.
Et enfin, les habitants ainsi que le public présent votent pour un Prix.
Un Prix d'encouragement est également décerné par le Jury.

## Historique des palmarès

### Palmarès 1999
- 1er Prix du Jury : Par des voies étroites de Vincent Sorel
- 2e Prix du Jury : Campagne perdue de Stéphane Goel
- 3e Prix du Jury : Tête de mule de Christophe Gatineau
- Prix d'encouragement : Murmures de ruisseaux de Abdelkim Khiari
- Prix des habitants : Campagne perdue de Stéphane Goel

### Palmarès 2000
- 1er Prix du Jury : Mout Tania de Yvan Boccara
- 2e Prix du Jury : L'Entzenbach de Romuald Weber
- 3e Prix du Jury : La vie immédiate de Olivier Ciecheski
- Prix des habitants : Une vie de planard  de Michel Crozas

### Palmarès 2001
- 1er Prix du Jury : 36 choses à faire avant l'an 2000 de Jean-Frédéric de Hasque
- 2e Prix du Jury : La campagne du médecin de Hugues de Rosière
- 3e Prix du Jury : Un autre monde de Stacis Stoupis
- Prix des habitants : La campagne du médecin de Hugues de Rosière

### Palmarès 2002
- 1er Prix du Jury : The Principal de Lavrenti Son (38 min, Kazakhstan)
- 2e Prix du Jury : Tixen Tibloc : una escuela para julia de Nathalie Cvetkovic
- 3e Prix du Jury : Vers un retour des paysans de Mireille Hannon
- Prix des habitants : Nioro du Sahel de Christian Lallier

### Palmarès 2003
- 1er Prix du Jury : Magui ou le génie du lac de Pierre Amiand
- 2e Prix du Jury : Les enfants du fond du lac de Nicolas Duchêne et Gertrude Baillot
- 3e Prix du Jury : Un amour de tracteur de Erell Guillemer
- Prix d'encouragement : Du jus dans les cailloux… de Philippe Lafitte
- Prix des lycéens : Derrière la haie de Xavier Petit
- Prix du public et des habitants : Juliette et le photographe de Franck et Marie-Laure Delaunay

### Palmarès 2004
- 1er Prix du Jury : L'école en campagne de Christian Tran
- 2e Prix du Jury : De profondis de Olivier Ciechelski
- 3e Prix du Jury : Le tracteur d'orgueil de Patrice Goasduff et Nicolas Hervoches
- Prix des lycéens : Digger DTR, histoire d'un prototype de Cyril Veillon
- Prix du public et des habitants : L'école en campagne de Christian Tran

### Palmarès 2005
- 1er Prix du Jury : Liebsorf-City de Vincent Froely / Les enracinés de Damien Fritsch
- 2e Prix du Jury : Vivre en ce jardin de Serge Steyer
- 3e Prix du Jury : Projectionniste de Christian Hogard
- Prix d'encouragement : Les racines de mon père de Aurore Lalande
- Prix des lycéens : Vivre en ce jardin de Serge Steyer / Les enracinés de Damien Fritsch
- Prix du public et des habitants : Les racines de mon père de Aurore Lalande

### Palmarès 2006
- 1er Prix du Jury : Vies nouvelles de Liping Weng et Olivier Meys
- 2e Prix du Jury : Poste restante de Christian Tran
- 3e Prix du Jury : Vivre ici de Clara Vuillermoz / Lopukhovo de Jara Malevez
- Mention spéciale : Tête de mule de Christophe Gatineau
- Prix des lycéens : Une nuit avec les ramasseurs de volailles de Jean-Jacques Rault
- Prix du public et des habitants : Parties de campagne de Dietmar Ratsch

### Palmarès 2007
- 1er Prix du Jury : Ca sent le roussi de Arnaud Brugier / Tiny Katerina de Ivan Golovnev
- 3e Prix du Jury : Ceux d'en haut de Erwan Le Capitaine et Charlotte Servadio
- Prix d'encouragement : The wash de Lee Lynch et Lee Anne Schmitt
- Prix des lycéens : Tiny Katerina de Ivan Golovnev
- Prix du public et des habitants : Ca sent le roussi de Arnaud Brugier

### Palmarès 2008
- 1er Prix du Jury : Les secrets de Tony Quemere
- 2e Prix du Jury : Huis clos : pour un quartier de Serge Steyer
- 3e Prix du Jury : Le lait sur le feu de Raphaël Girardot et Vincent Gaullier
- Mention spéciale : Une place au village de Tatiana De Perlinghi et Jacques Moriau
- Prix des lycéens : La linea roja de Sina Ribak et Guillaume Parent
- Prix du public et des habitants : La belle est les bêtes de Marie Ka

### Palmarès 2009
- 1er Prix du Jury : Pour le meilleur et pour l'oignon de Sani Elhadj Magori
- 2e Prix du Jury : Madre(s) tierra  de Anne Farrer
- 3e Prix du Jury : Les parents  de Christophe Hermans
- Prix d'encouragement : Aislado de Luba Vink
- Prix des lycéens : Pour le meilleur et pour l'oignon de Sani Elhadj Magori
- Prix du public et des habitants : La dernière tournée de Louis Holmière  de Jean-Louis Cros

### Palmarès 2010
- 1er Prix du Jury : El Puesto de Aurélien Levêque
- 2e Prix du Jury : Les petits princes des sables de Stéphanie Gillard
- 3e Prix du Jury : Bernard, ni Dieu ni chaussettes de Pascal Boucher
- Prix d'encouragement : Entre chiens et loups de Marie Chenet
- Prix des lycéens : El Puesto de Aurélien Levêque
- Prix du public et des habitants : Vague à l'âme paysanne de Jean-Jacques Rault

### Palmarès 2011
- 1er Prix du Jury : Jon face aux vents de Corto Fajal
- 2e Prix du Jury : Sous le Vent de l’Usine de Anne Pitoiset et Laurent Cibien
- 3e Prix du Jury : A qui appartient la Terre ? de Lê Doan Hong
- Prix d'encouragement : Un Monde pour Soi de Yann Sinic
- Prix des lycéens : Dans la Mer, il n’y a pas de Caïmans… de Laurent Cibien, Alain Guillon et Philippe Worms
- Prix du public et des habitants : Le Vieil Homme, les Paysans et le Ventre du Monde de Maryline Trassard et Jean-Marc Neuville

### Palmarès 2012
- 1er Prix du Jury : La main de Dieu (ou la queue du renard) de François Sculier
- 2e Prix du Jury : L'école nomade de Michel Debats
- 3e Prix du Jury : Village without women (un village sans femmes) de Srdjan Sarenac
- Prix d'encouragement : Laberinto Verde (Labyrinthe vert) de Abel Kavanagh et Amaru Durand-Mitre
- Prix des lycéens : Laberinto Verde (Labyrinthe vert) de Abel Kavanagh et Amaru Durand-Mitre
- Prix du public et des habitants : L'école nomade de Michel Debats

### Palmarès 2013
- 1er Prix du Jury : Dames de couleurs de Patricia Gérimont et Jean Claude Taburiaux
- 2e Prix du Jury : Mouton 2.0 la puce à l'oreille de Florian Pourchi et Antoine Costa
- 3e Prix du Jury : La boucherie est à vendre de Carine Lefebvre-Quennell
- Prix d'encouragement "Daniel Guilhen" : Dans la brume électrique de David Humbert, Nicolas Bazeille et Sylla Saint-Guilly
- Prix des lycéens : Appellation d’origine immigrée de Fanny Pernoud et Olivier Bonnet
- Prix du public et des habitants : Les petits gars de la campagne de Arnaud Brugier

### Palmarès 2014
- 1er Prix du Jury : Jikoo, la chose espérée de Christophe Leroy & Adrien Camus
- 2e Prix du Jury : Déchets radioactifs, 100 000 ans sous nos pieds ? de Dominique Hennequin
- 3e Prix du Jury : Après l’hiver le printemps de Judith Lit
- Prix d'encouragement : Terres à taire, histoires de Soja ici et là-bas de l'Association Aman y Alla & le CCFD Terre Solidaire / Gabès Labess (Tout va bien à Gabès) de Habib Ayeb
- Prix "Champs d'Espoir" : De l’arc à l’écran de Jaouen Goffi
- Prix des lycéens : Mélancolie des beaux jours de Hongki Lee
- Prix du public et des habitants : Mélancolie des beaux jours de Hongki Lee

### Palmarès 2015
- 1er Prix du Jury : Le Jardin en Mouvement, Gilles Clément de Olivier Comte
- 2e Prix du Jury : Le Chant du Cygne de Aurélie Jolibert
- 3e Prix du Jury : Erchema, par delà les Montagnes de Emilie Porry et Laurent Chalet
- Prix d'encouragement : L’Odeur de l’Herbe Coupée de Franck Vigna
- Prix "Champs d'Espoir" : Comme un Rêve de Théâtre de Pascal Bonnelle
- Prix des lycéens : Le Chant du Cygne de Aurélie Jolibert
- Prix du public et des habitants : Le Cauchemar de Philippe Layat de Eric Boutarin

### Palmarès 2016
- 1er Prix du Jury : Cousin comme cochon de Peschet Mathurin
- 2e Prix du Jury : Cahos de Hervé Roesch
- 3e Prix du Jury : Le veau, la vache et le territoire, petit précis de biodynamie de Patrice Gérard
- Mention spéciale du Jury : La fronde nasa - Tierras tomadas de Amandine Elia
- Prix "Champs d'Espoir" : Tisseuse de rêves de Ithri Irhoudane
- Prix Daniel Guilhen (prix du meilleur premier film) : A l'air libre de Nicolas Ferran
- Prix des lycéens : A l'air libre de Nicolas Ferran
- Prix du public et des habitants : Un pont entre deux monde de Pascal Gélinas

### Palmarès 2017
- 1er Prix du Jury : Un paese di calabria de Shu Aiello & Catherine Catella
- 2e Prix du Jury : Les Agronautes de Honorine Perino
- 3e Prix du Jury : La colère dans le vent de Amina Weira
- Prix Daniel Guilhen : Une poule sur un piano de Laurent Lukic
- Prix du public et des habitants : Une poule sur un piano de Laurent Lukic

### Palmarès 2018
- 1er Prix du Jury : L’heure des loups de Marc Khanne
- 2e Prix du Jury : La Guerre des Moutons de Franck Serre
- 3e Prix du Jury : La terre et le temps de Mathilde Mignon
- Prix Daniel Guilhen et Prix des lycéens : The Voice of the Land de Carlo Bolzoni & Guglielmo Del Signore
- Prix du public et des habitants : Mal hêtre : enquête sur la forêt française de Ruffier Samuel & Paul-Aurélien Combre
- Prix spécial 20 ans : Semences du Futur de Honorine Périno

### Palmarès 2019
- 1er Prix du Jury : Déplacer les montagnes de Laetitia Cuvelier & Isabelle Mahenc
- 1er Prix du Jury ex-aequo : Ni les femmes ni la terre de Marine Allard, Lucie Assemat & Coline Dhaussy
- 3e Prix du Jury : Le pays aux pieds d'argile de Nicolas Ploumpidis
- Prix d'encouragement Daniel Guilhen : Les bergers du futur de Lionel Roux
- Prix des lycéens : Déplacer les montagnes de Laetitia Cuvelier & Isabelle Mahenc
- Prix des "Beaux paysages Lorrains" : Le pays aux pieds d'argile de Nicolas Ploumpidis
- Prix du public et des habitants : Ni les femmes ni la terre de Marine Allard, Lucie Assemat & Coline Dhaussy

### Palmarès 2021
- 1er Prix du Jury : Jour d'après de Jérémie Grojnowski
- 2e Prix du Jury : Elles vivent ici de Josette Hart et Jean Milleville
- 3e Prix du Jury : En quête des nouveaux herboristes de Daniel Schlosser
- Prix d'encouragement Daniel Guilhen : De l'art du collectif en milieu agricole de Gwladys Déprez
- Prix du public et des habitants : Elles vivent ici de Josette Hart et Jean Milleville

## Autour du festival
Le festival est notamment soutenu par le parc naturel régional de Lorraine, le ministère de la Culture et de la Communication et la région Lorraine.

### Sources
(juin 2017).
- Le Républicain lorrain, Jean-Michel Cavalli, « Caméra des champs à Ville-sur-Yron : un air de famille », 28 février 2015.
- France 3 Lorraine, « La voix est libre », 30 mai 2015.
- L'Est républicain, Patrick Tardit, « Le Festival caméras des champs à Ville-sur-Yron », 24 mai 2015.